# Kochanów (powiat lipski)
Kochanów – wieś w Polsce położona w województwie mazowieckim, w powiecie lipskim, w gminie Ciepielów.
W latach 1975–1998 miejscowość należała administracyjnie do województwa radomskiego.